# Kyle Allen (Footballspieler)
Kyle James Allen (geboren am 8. März 1996 in Scottsdale, Arizona) ist ein US-amerikanischer American-Football-Spieler auf der Position des Quarterbacks. Er spielte College Football für die Texas A&M University und die University of Houston. Seit 2025 steht Allen bei den Detroit Lions in der National Football League (NFL) unter Vertrag.

## College
Nach seinem Highschoolabschluss an der Desert Mountain High School in Scottsdale galt Allen als einer der besten Quarterbacks seines Jahrgangs. Von 2014 bis 2017 spielte Allen Football am College. Er besuchte zunächst die Texas A&M University und spielte dort für die Texas A&M Aggies in der NCAA Division I FBS. 2015 verlor er seinen Job als Starter zwischenzeitlich an Kyler Murray und entschied sich, auf die University of Houston zu wechseln. Gemäß der NCAA-Bestimmungen musste er ein Jahr aussetzen, bevor er für die Houston Cougars antreten durfte. Dort wurde er wegen zu vieler Turnover nach dem dritten Spieltag zum Ersatzspieler degradiert und kam kaum zum Einsatz. Nachdem er im Dezember seinen Abschluss gemacht hatte, gab Allen bekannt, auf ein weiteres Jahr am College zu verzichten und sich für den NFL Draft anzumelden.
Insgesamt kam er in den drei Spielzeiten am College auf 358 erfolgreiche Pässe bei 580 Passversuchen und 4283 Yards sowie 37 geworfene Touchdowns.

## NFL
Allen wurde im NFL Draft 2018 nicht ausgewählt und danach von den Carolina Panthers unter Vertrag genommen. Er schaffte es nicht in den 53-Mann-Kader für die Regular Season und stand zunächst im Practice Squad. Aus diesem wurde er nach wenigen Tagen entlassen, am 30. Oktober wurde er jedoch von den Panthers zurückgeholt. Zuvor stand er zwischenzeitlich im Practice Squad der New York Jets. Nachdem sich Cam Newton, der Starting Quarterback der Panthers, verletzt hatte, wurde Allen vor dem vorletzten Saisonspiel als Backup für Taylor Heinicke in den aktiven Kader befördert. Da sich Heinicke während des Spiels verletzte, kam Allen zu seinem ersten Einsatz in der NFL, bei dem er alle seine vier Passversuche für 38 Yards Raumgewinn an ihr Ziel brachte. Für das letzte Saisonspiel gegen die New Orleans Saints wurde Allen wegen der Verletzungen der beiden anderen Quarterbacks der Panthers zum Starting Quarterback ernannt. Im bedeutungslosen Spiel gegen die Saints, das die Panthers mit 33:14 gewannen, konnte Allen überzeugen. Er warf zwei Touchdownpässe und erzielte mit einem Quarterback Sneak einen weiteren Touchdown.

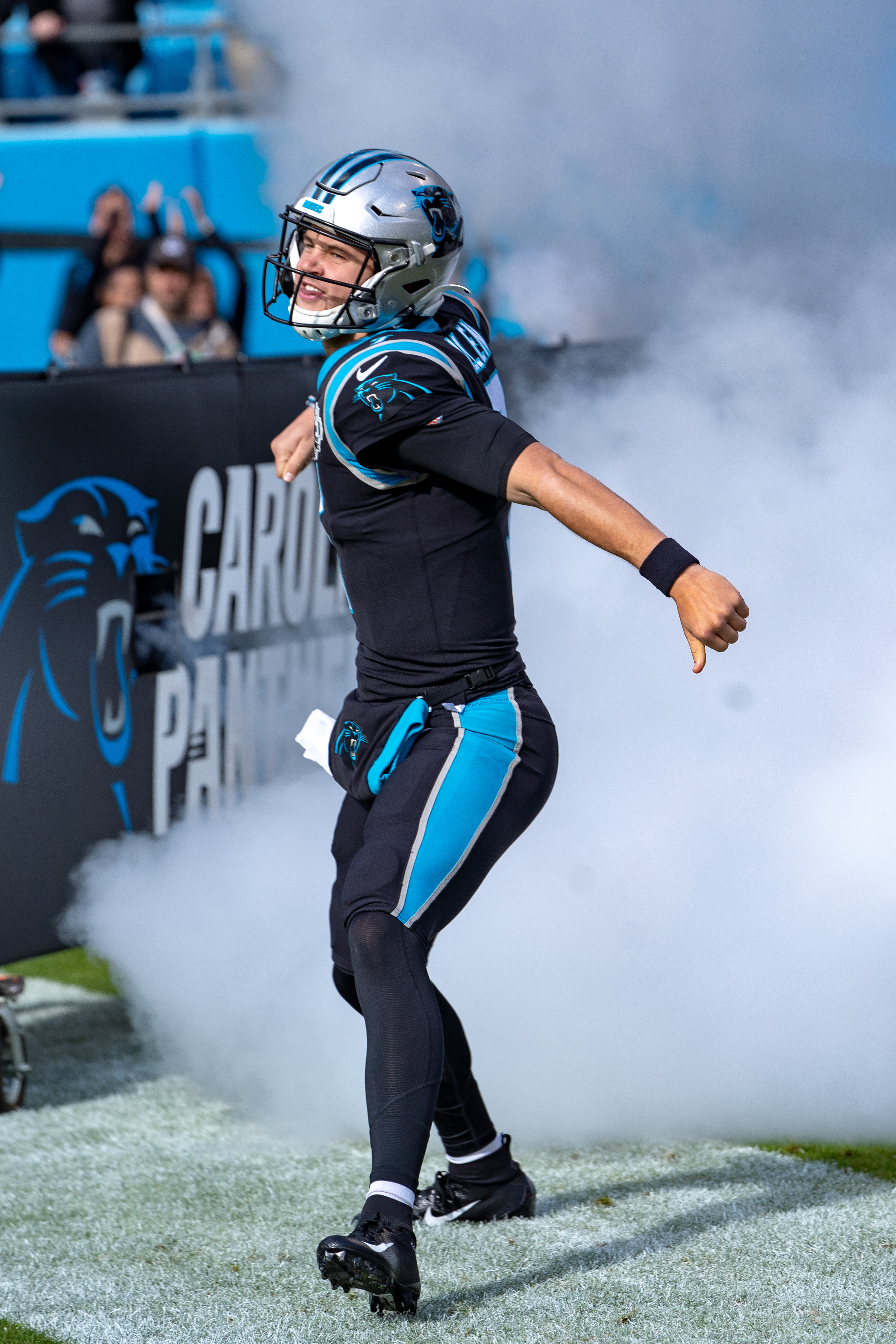
Kyle Allen (2019)

Nachdem Newton ab dem 3. Spieltag der Saison 2019 verletzt ausgefallen war, übernahm Allen als Starter und führte die Panthers mit vier Touchdownpässen zu ihrem ersten Saisonsieg. Er gewann seine ersten vier Spiele als Starter der Panthers und warf dabei keine Interception, bevor er bei der 13:51-Niederlage gegen die ungeschlagenen San Francisco 49ers drei Interceptions warf. Nach den vier Siegen in seinen ersten vier Spielen konnte Allen nur noch eine Partie aus den nächsten acht gewinnen und zeigte dabei durchwachsene Leistungen (15 Interceptions, 10 Touchdowns). Ab Woche 16 wurde er daher durch den Drittrundenpick Will Grier ersetzt. Am 23. März 2020 gaben die Panthers Allen für einen Fünftrundenpick an Washington ab.
Nachdem Starting-Quarterback Dwayne Haskins in den ersten vier Spielen nicht hatte überzeugen können, ernannte das Football Team Allen ab dem 5. Spieltag zum Starter. Wegen einer Armverletzung musste er im zweiten Viertel ausgewechselt werden, zuvor hatte er einen Touchdown erlaufen. Am 7. Spieltag gelang Allen sein erster Sieg als Starter für das Football Team, beim 25:3-Sieg über die Dallas Cowboys brachte Allen 15 von 25 Pässen für 194 Yards an und warf zwei Touchdownpässe. In Woche 9 musste Allen wegen eines Bruchs seines linken Knöchels das Feld verlassen und wurde in der Folge durch Alex Smith ersetzt. In der Saison 2021 kam Allen nach der Verletzung von Ryan Fitzpatrick als Ersatzquarterback von Taylor Heinicke zu zwei Kurzeinsätzen. 
Im März 2022 nahmen die Houston Texans Allen unter Vertrag. Dort war er zunächst Backup von Davis Mills, der aber in den ersten zehn Spielen nicht überzeugen konnte. Daher wurde Allen ab dem 12. Spieltag zum Starter ernannt. Nach zwei schwachen Partien von Allen, in denen er zwei Touchdownpässe und vier Interceptions warf, erhielt Mills seine Position zurück.
Im März 2023 unterschrieb Allen einen Einjahresvertrag bei den Buffalo Bills. Als Backup von Josh Allen kam zu Kurzeinsätzen in sieben Spielen, ohne dabei einen Pass zu werfen. Im April 2024 nahmen die Pittsburgh Steelers Allen unter Vertrag. Dort warf er als dritter Quarterback hinter Russell Wilson und Justin Fields nur einen Pass, den er ans Ziel brachte. Im März 2025 nahmen die Detroit Lions Allen unter Vertrag.

### NFL-Statistiken
| 2018                               | CAR    | 2  | 1  | 20–31   | 64,5  | 266  | 2  | 0  | 113,1 |
| 2019                               | CAR    | 13 | 12 | 303–489 | 62,0  | 3322 | 17 | 16 | 80,0  |
| 2020                               | WAS    | 4  | 4  | 60–87   | 69,0  | 610  | 4  | 1  | 99,3  |
| 2021                               | WAS    | 2  | 0  | 12–19   | 63,2  | 120  | 1  | 0  | 98,6  |
| 2022                               | HOU    | 2  | 2  | 46–78   | 59,0  | 416  | 2  | 4  | 60,6  |
| 2023                               | BUF    | 7  | 0  | 0–0     | –     | 0    | 0  | 0  | –     |
| 2024                               | PIT    | 1  | 0  | 1–1     | 100,0 | 19   | 0  | 0  | 118,7 |
| Gesamt                             | Gesamt | 31 | 19 | 442–705 | 62,7  | 4753 | 26 | 21 | 82,3  |
| Quelle: pro-football-reference.com |        |    |    |         |       |      |    |    |       |